# Ramusella hainardorum
Ramusella hainardorum är en kvalsterart som först beskrevs av Sandór Mahunka 1992.  Ramusella hainardorum ingår i släktet Ramusella och familjen Oppiidae. Inga underarter finns listade i Catalogue of Life.